# Le Livre d'or de la science-fiction : Le Manoir des roses
Le Livre d'or de la science-fiction : Le Manoir des roses, sous-titré L'Épopée fantastique - 1, est une anthologie de nouvelles de fantasy et de science-fiction publiée en 1978 en France. Rassemblées par Marc Duveau, les seize nouvelles sont parues entre 1911 (Chu-Bu et Sheemish) et 1976 (La Trêve).

## Publication
L'anthologie fait partie de la série francophone Le Livre d'or de la science-fiction, consacrée à de nombreux écrivains célèbres ayant écrit des œuvres de science-fiction ou de fantasy. Elle ne correspond pas à un recueil déjà paru aux États-Unis ; il s'agit d'un recueil inédit de nouvelles, édité pour le public francophone, et en particulier les lecteurs français.
L'anthologie a été publiée en mars 1978 aux éditions Presses Pocket, collection Science-fiction no 5035  (ISBN 2-266-00608-8) ; elle a été rééditée en 1988 dans la collection Le Grand Temple de la S-F avec pour titre High Fantasy 1 : Le manoir des roses  (ISBN 2-266-02232-6).
L'image de couverture a été réalisée par Christian Broutin.

## Liste des nouvelles
- Chu-bu et Sheemish, de Lord Dunsany (Chu-bu and Sheemish dans The Book of Wonder - 1912), traduction Marc Duveau
- Les Ennemis de la reine, de Lord Dunsany (The Queen's Ennemies dans Plays of Gods and Men - 1917), traduction Annie Pérez
- La Quête de la pierre, de Hannes Bok (Jewel Quest), traduction Mimi Perrin
- Le Voyage du roi Euvoran, de Clark Ashton Smith (The Voyage of King Euvoran - 1933), traduction Alain Garsault
- La Chambre de Belle-Dame, de Robert E. Howard (A Lady's Chamber), traduction Mimi Perrin
- Les Dix-sept Vierges, de Jack Vance (The Seventeen Virgins), traduction Jacques Corday
- La Boîte d'ombre, de Ursula K. Le Guin (Darkness Box - 1963), traduction Marc Duveau
- Les Enfants du Nixe, de Poul Anderson (The Merman's Children - 1973), traduction Annie Pérez
- Quand les hommes-félins..., de Mervyn Peake (When Tiger-man sat their Mercurial Coursers), traduction Mimi Perrin
- Les Dieux de Niom Parma, de Lin Carter (The Gods of Niom Parma - 1966), traduction Marc Duveau
- Lorsque Dieu eut coupé..., de Mervyn Peake (When God pared his Fingernails), traduction Mimi Perrin
- La Trêve, de Tanith Lee (The Truce - 1976), traduction Marc Duveau
- Aux heures crépusculaires, de Mervyn Peake (At Times of Half-Light), traduction Mimi Perrin
- Le Forgeur de rêves, de Andre Norton (Dreamsmith - 1972), traduction Jacques Corday
- Deux roses à la brune, rouges sur fond de lune, de William Morris (Two Red Roses across the Moon), traduction Mimi Perrin
- Le Manoir des roses, de Thomas Burnett Swann (The Manor of Roses - 1978), traduction Denise Hersant

## Source bibliographique
- Fiction n°298, critique de Roger Bozzetto[1].